# Luc Urbain du Bouëxic de Guichen
Luc Urbain de Bouexic de Guichen, född den 21 juni 1712 i Fougères, dod den 13 januari 1790 i Morlaix, var en fransk greve och sjömilitär.
de Guichen utmärkte sig på 1740- och 1750-talen genom flera lysande bragder under sjökrigen mot engelsmännen, deltog 1778 som eskaderchef i bataljen vid Ouessant, innehade 1779 högsta befälet vid Brest och kämpade 1780 med framgång mot engelske amiralen Rodney vid Saint-Domingue. År 1781 misslyckades hans försök att med en stor transportflotta, konvojerad av linjeskepp, undsätta franska flottan i västindiska farvattnen.